# Metassamia bituberculata
Metassamia bituberculata is een hooiwagen uit de familie Assamiidae.